# Tengelloidea
Tengelloidea è una  superfamiglia di aracnidi araneomorfi che comprende una sola famiglia:
- Tengellidae DAHL, 1908